# Península Olympic
Olympic (en anglès: Olympic Peninsula) és la península més gran a l'oest de l'estat de Washington, que s'estén a la banda oposada del Puget Sound, vist des de Seattle, i conté el Parc Nacional Olympic (Olympic National Park). Esta circumdada a l'oest per l'oceà Pacífic, al nord per l'estret de Juan de Fuca, i a l'est pel Hood Canal. A la península hi ha el cap Alava, el punt més occidental dels Estats Units contigus, i el cap Flattery, el punt més al nord-oest. Amb aproximadament 9.300 km², la península Olympic contenia la major part dels indrets no explorats dels Estats Units contigus. Va restar sense cartografiar en gran part fins que Arthur Dodwell i Theodore Rixon varen aixecar mapes de la majoria de la seva topografia i recursos forestals entre 1898 i 1900.

## Geografia

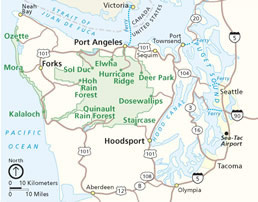
Mapa de la Península Olympic amb el Parc Nacional Olympic

La península Olympic conté boscos temperats humits, incloent-hi els Hoh Rain Forest, Queets Rain Forest i Quinault Rain Forest. La vegetació de bosc humit es concentra principalment en la part occidental de la península, mentre les muntanyes de l'interior creen un efecte d'ombra de la pluja en àrees al nord-est, que hi crea un clima molt més sec.
Les Muntanyes Olympic s'assenten en el centre de la península Olympic. Aquesta serralada és la segona més gran de l'Estat de Washington. El seu cim més alt és el Mount Olympus.
Els rius més notables, poblats de salmó, de la península Olympic inclouen, en el sentit de les agulles del rellotge des del sud-oest: el Humptulips, el Quinault, el Queets, el Quillayute, Bogachiel, el Sol Duc, el Lyre, l'Elwha, el Dungeness, el Dosewallips, el Hamma Hamma, el Skokomish i el Wynoochee.
Els llacs naturals de la península inclouen Lake Crescent, Lake Ozette, Lake Sutherland, Lake Quinault i Lake Pleasant. Dos rius amb presa formen el embassaments de Lake Cushman i Wynoochee Lake.
La península conté molts parcs estatals i nacionals, incloent-hi els parcs estatals Anderson Lake, Bogachiel, Dosewallips, Fort Flagler, Fort Worden, Kitsap Memorial, Lake Cushman, Manchester, Mystery Bay, Old Fort Townsend, Potlatch, Sequim Bay, Shine Tidelands i Triton Cove. Amb el caràcter de nacionals, el Parc Nacional Olympic i el Bosc Nacional Olympic.
Els comtats de Clallam i Jefferson, així com la part nord dels comtats de Grays Port i de Mason, són a la península. La península Kitsap, delimitada pel Hood Canal i el Puget Sound, és una península enterament separada i no està connectada amb la península Olympic.
Des d'Olympia, la capital estatal, la ruta U.S. Route 101 discorre al llarg de les ribes oriental, septentrional i occidental de la península.

### Clima

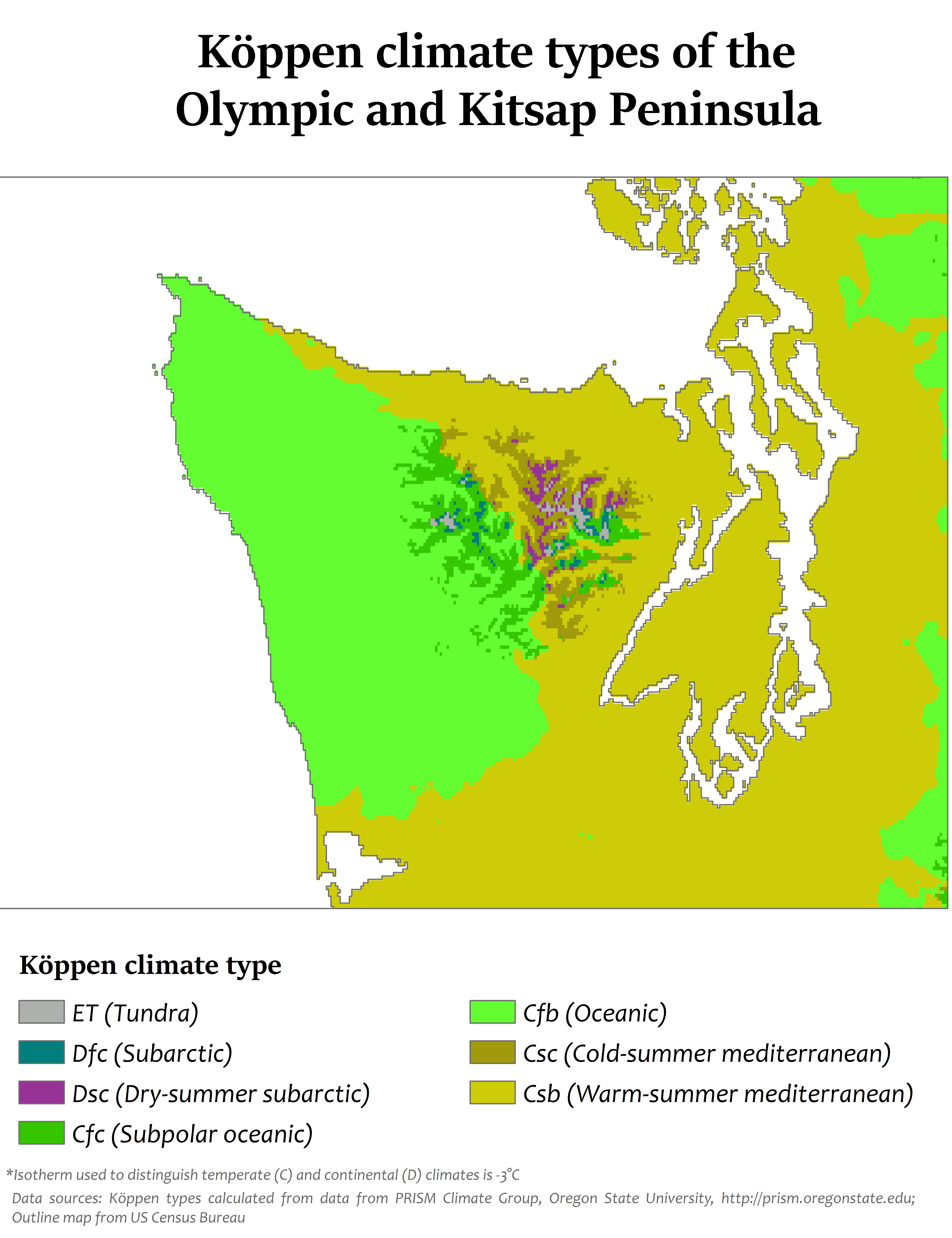
Classificació climàtica de Köppen de la Península Olympic

La major part de la península té un clima oceànic, o Cfb segons la classificació climàtica de Köppen. Les àrees més poblades, tanmateix, tenen un clima càlid-estiuenc mediterrani, o Csb.

## Imatges

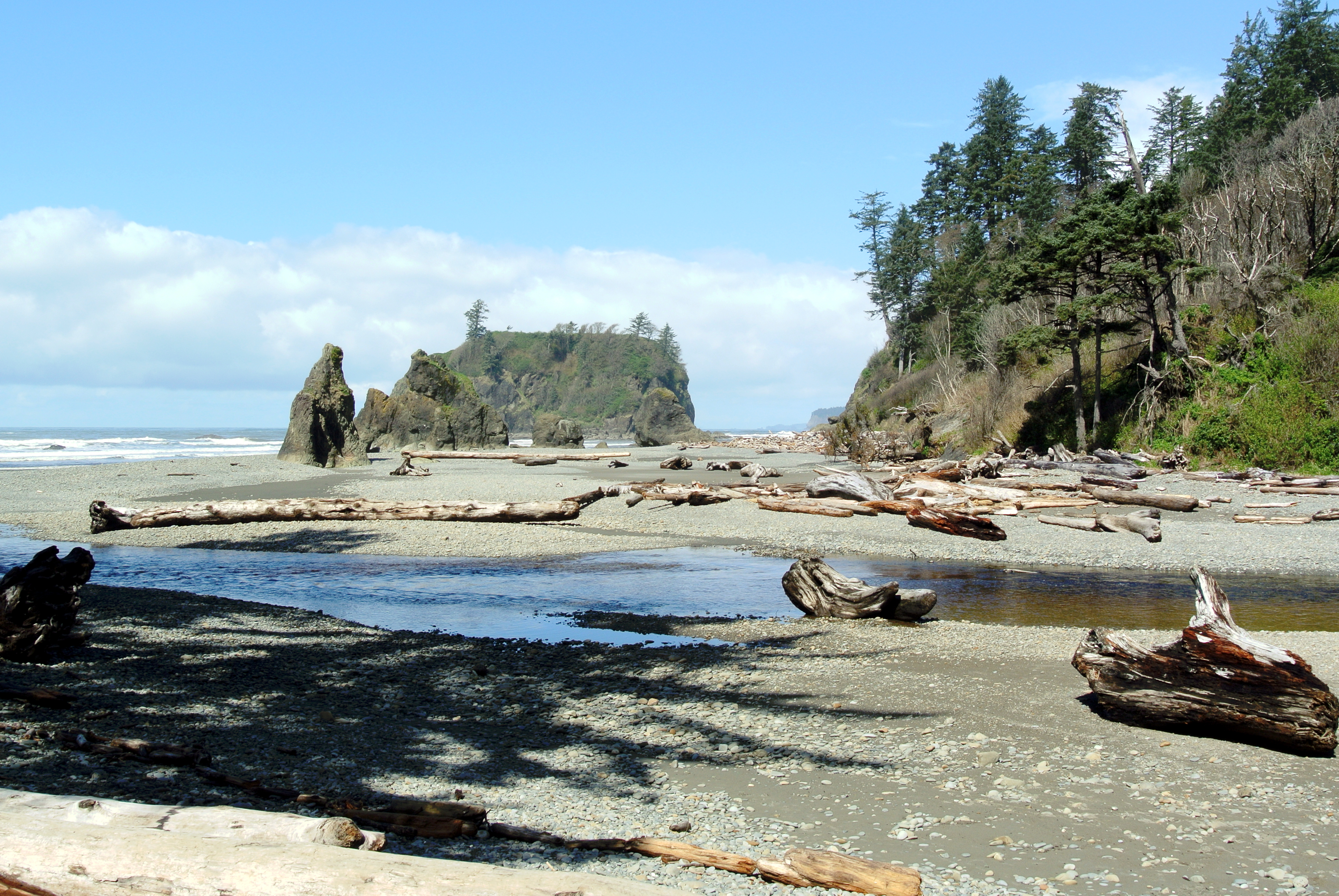
Àrea Kalaloch, a Cedar Creek i Abbey Island
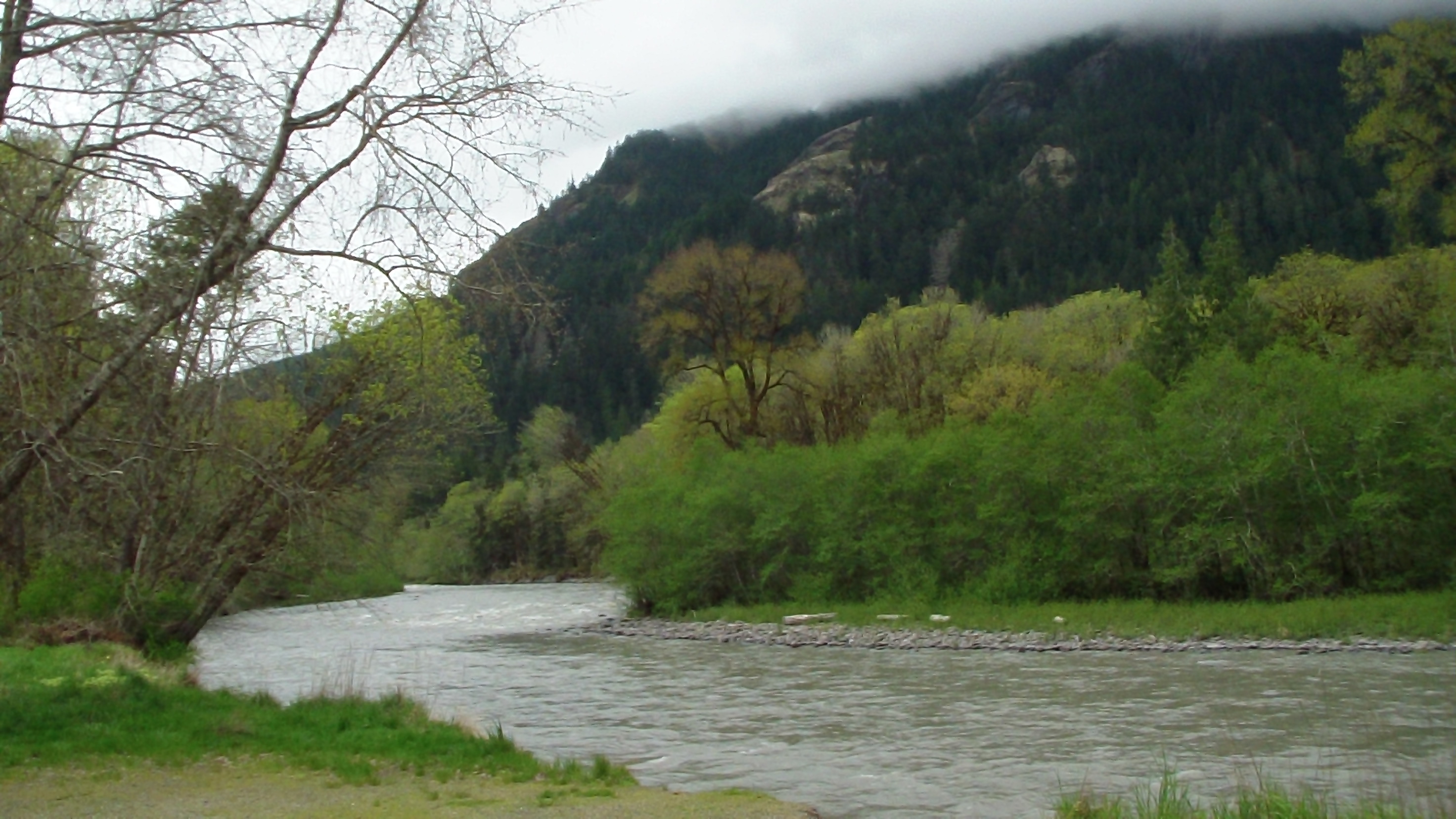
Riu Hoh
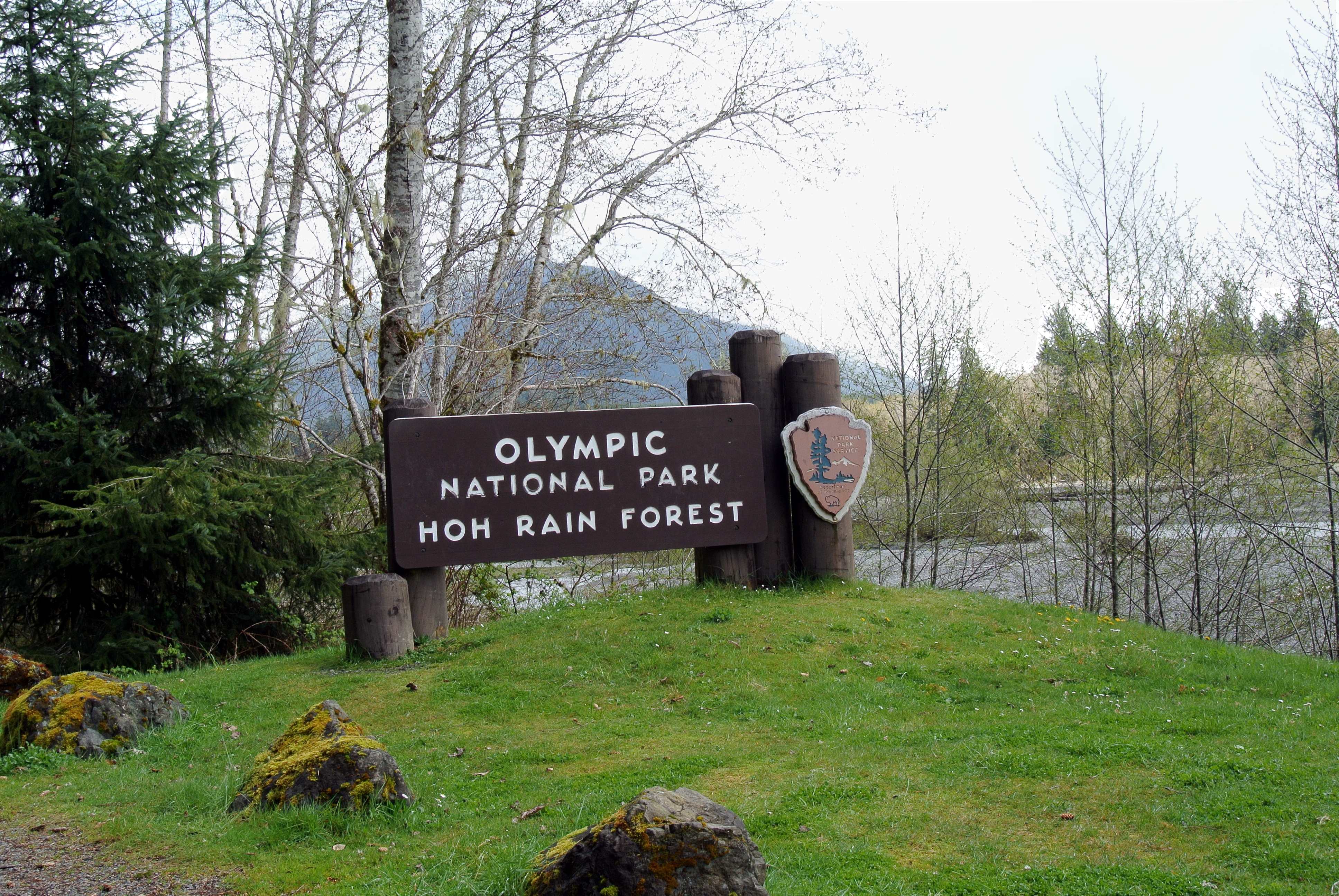
Senyal d'entrada al Parc nacional Hoh Rain Forest
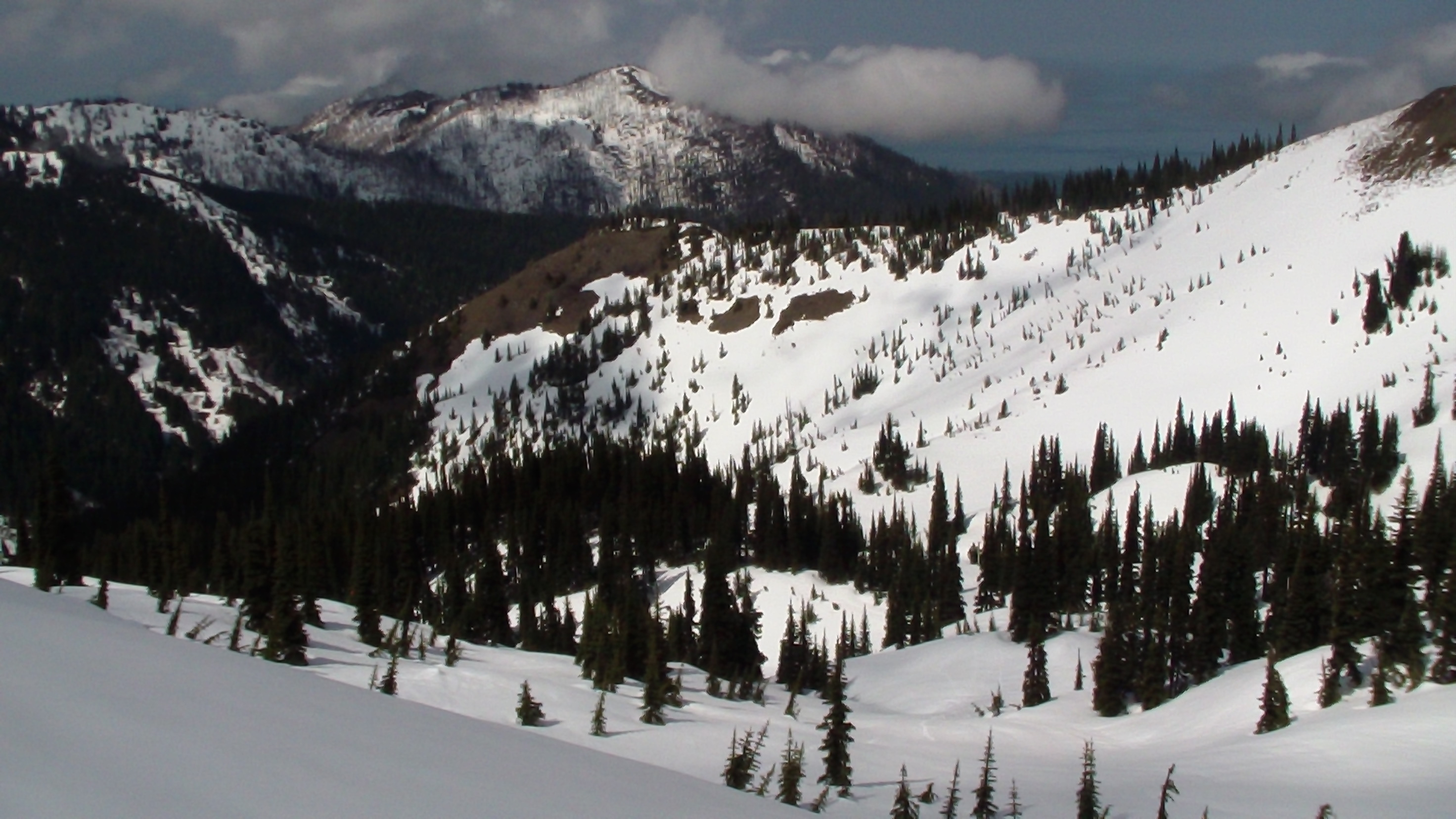
Hurricane Ridge
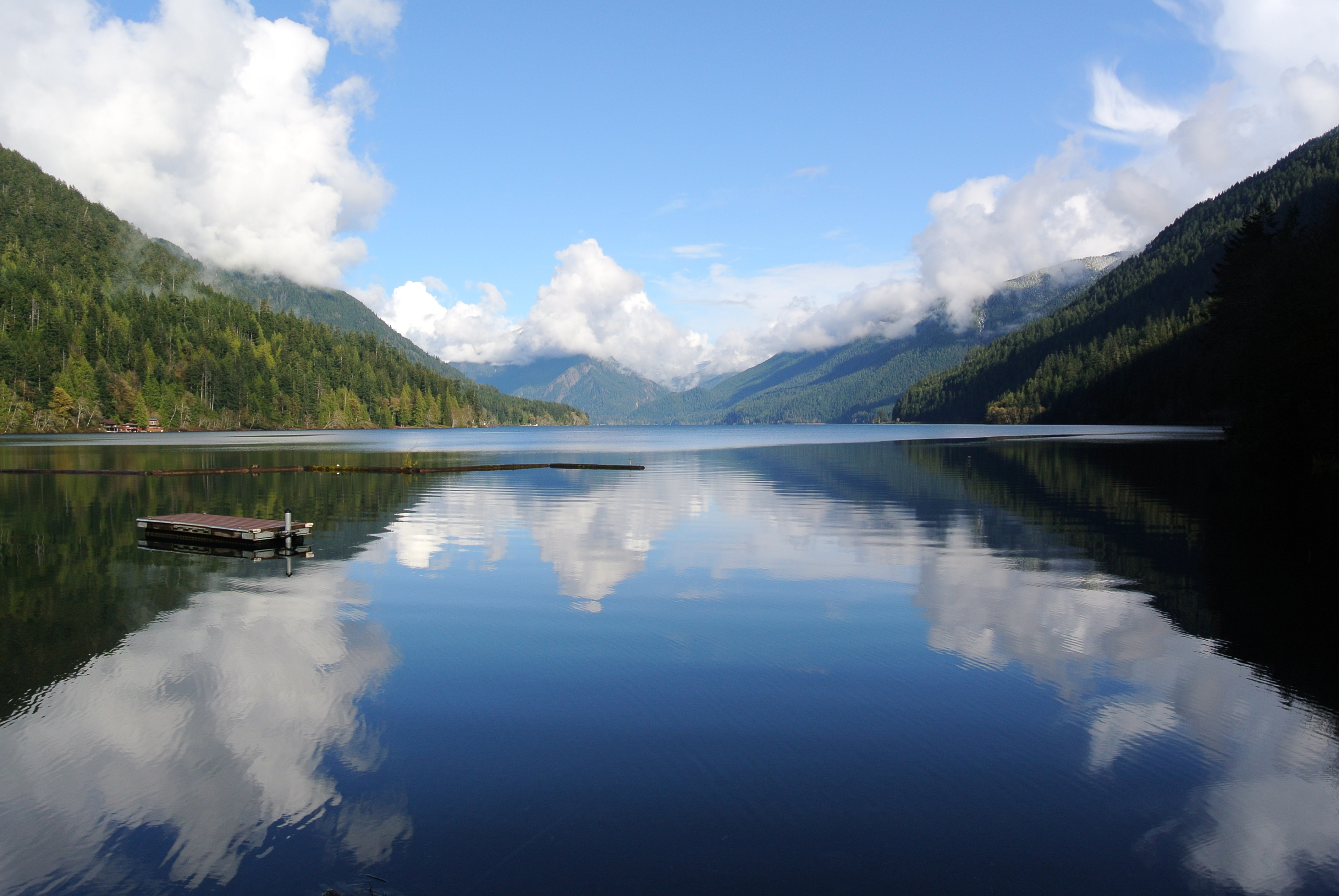
Llac Crescent
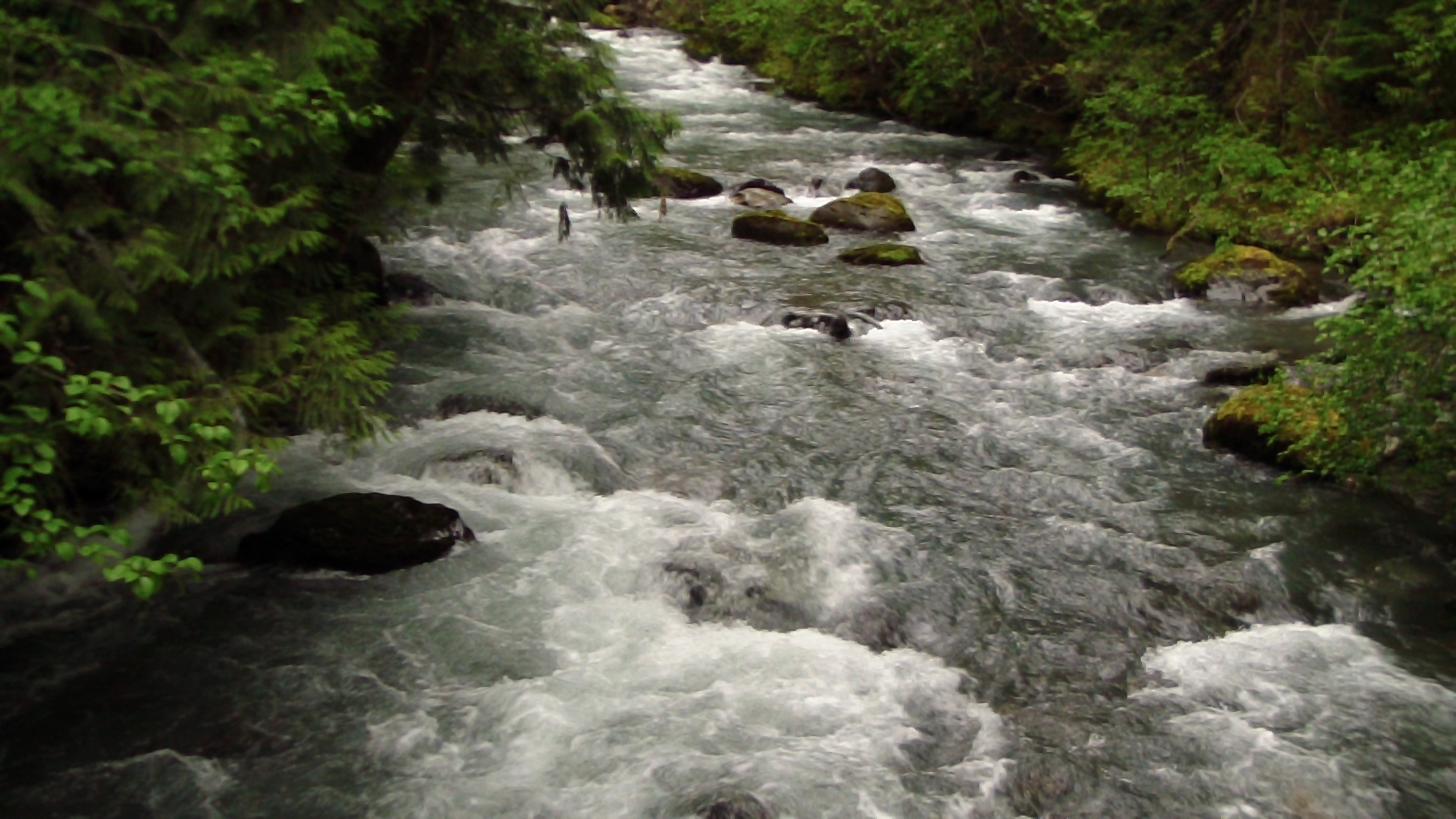
Riu Elwha
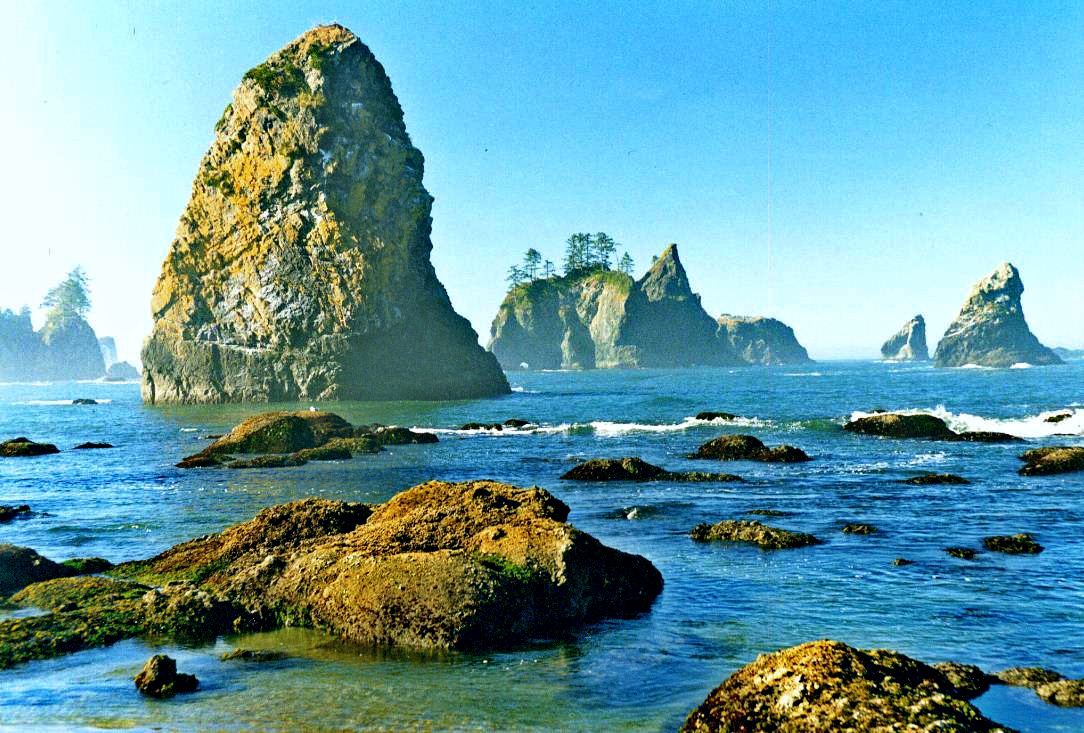
Point of the Arches
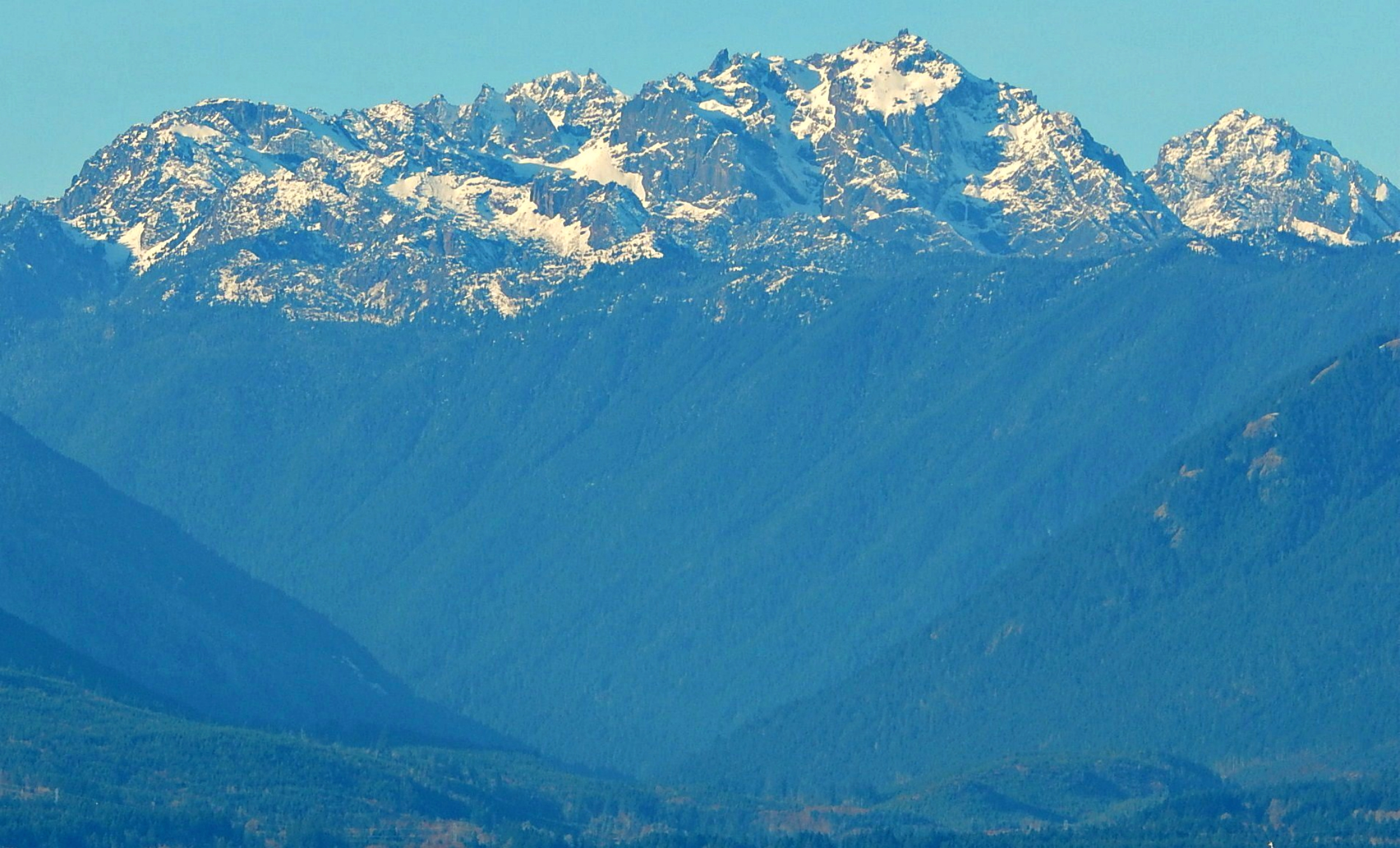
Mont Constance

## Localitats destacables
Població de com a mínim 10.000
- Port Angeles
- Aberdeen

Població de com a mínim 5.000
- Hoquiam
- Ocean Shores
- Port Townsend
- Sequim
- Shelton